# Archeosetus rackae
Archeosetus rackae är en spindeldjursart som först beskrevs av Alex Fain 1987.  Archeosetus rackae ingår i släktet Archeosetus och familjen Phytoseiidae. Inga underarter finns listade i Catalogue of Life.